# Magnus Pääjärvi-Svensson
Karl Magnus Pääjärvi-Svensson (* 12. April 1991 in Norrköping) ist ein schwedischer Eishockeyspieler, der seit Oktober 2022 erneut bei Timrå IK aus der Svenska Hockeyligan (SHL) unter Vertrag steht und dort auf der Position des linken Flügelstürmers spielt. Mit der schwedischen Nationalmannschaft gewann Pääjärvi bei der Weltmeisterschaft 2018 die Goldmedaille.

## Karriere

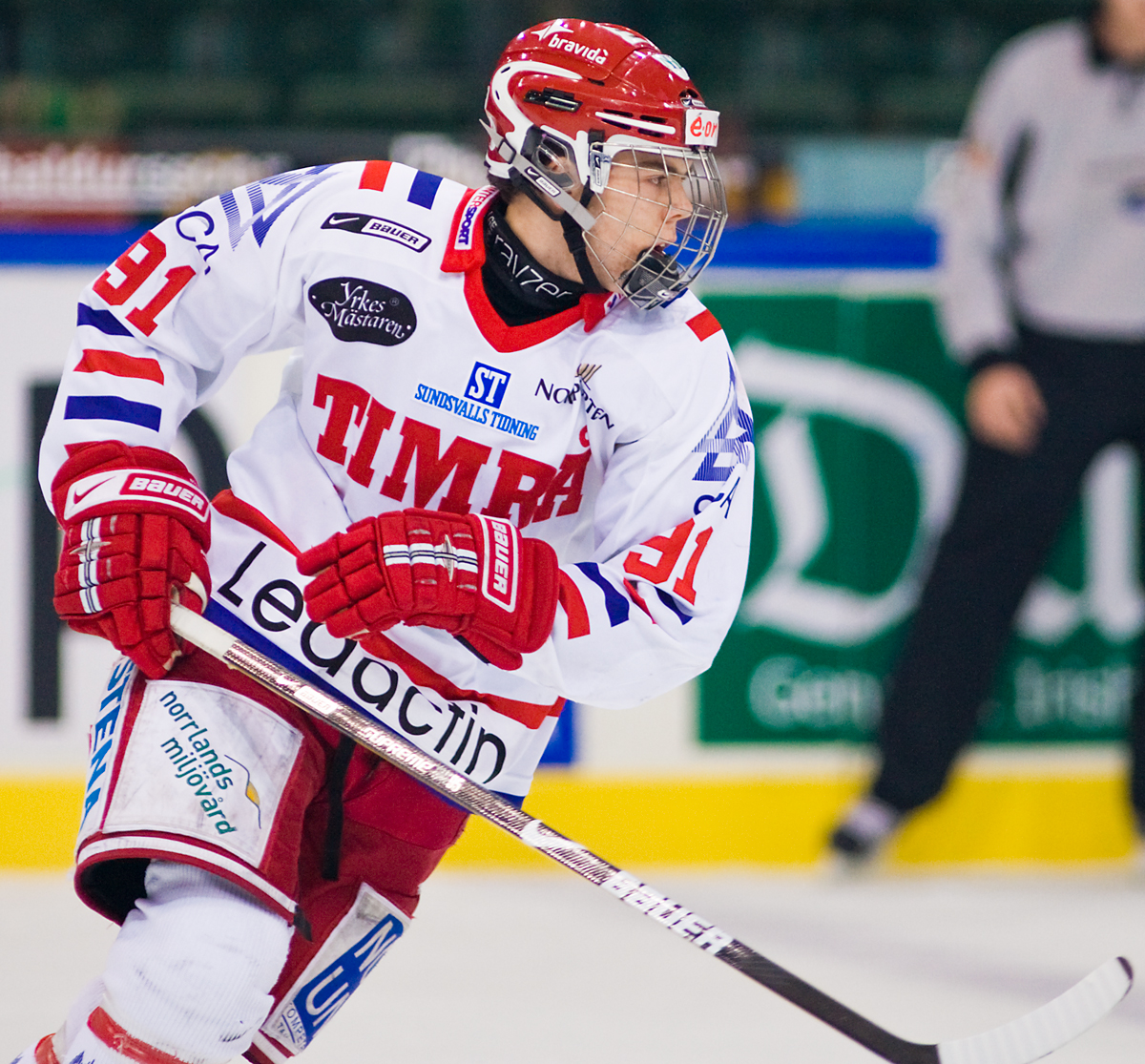
Pääjärvi-Svensson im Trikot von Timrå IK (2008)

Magnus Pääjärvi-Svensson begann seine Karriere als Eishockeyspieler in der Jugend der Malmö Redhawks, in der er bis 2007 aktiv war. Anschließend erhielt der Flügelspieler einen Vertrag bei Timrå IK, für den er in der Saison 2007/08 sein Debüt in der Elitserien gab. In seinem Rookiejahr kam der Linksschütze in Hauptrunde und Playoffs zusammen auf 46 Spiele, in denen er drei Scorerpunkte erzielte. In der folgenden Spielzeit konnte er sich auf 18 Scorerpunkte, darunter acht Tore, in insgesamt 50 Spielen steigern.
Im Sommer 2009 war der Stürmer sowohl Anfang Juni im KHL Junior Draft als auch Ende des Monats im NHL Entry Draft verfügbar. Im Draft der Kontinentalen Hockey-Liga sicherte sich Lokomotive Jaroslawl in der ersten Runde an 19. Stelle die Transferrechte des Schweden bei einem Engagement in Russland. Beim NHL Entry Draft 2009 wurde er in der ersten Runde als zehnter Spieler von den Edmonton Oilers ausgewählt. Im Juni 2010 unterschrieb er einen Dreijahresvertrag bei den Oilers. Am 7. Oktober 2010 gab er sein NHL-Debüt im Spiel gegen die Calgary Flames. Bei seinem vierten Einsatz schoss er gegen die Flames sein erstes NHL-Tor.
Am 10. Juli 2013 wurde er gemeinsam mit einem Zweitrunden-Wahlrecht im NHL Entry Draft 2014 im Austausch für David Perron zu den St. Louis Blues transferiert. Nachdem er in der Saison 2013/14 noch 55 Spiele für die Blues absolviert hatte, stand er mit Beginn der Spielzeit 2014/15 hauptsächlich für die Chicago Wolves, das Farmteam der Blues, auf dem Eis. Nach insgesamt knapp viereinhalb Jahren in der Organisation der Blues und regelmäßigen Wechseln zwischen NHL und AHL gelangte er im Januar 2018 über den Waiver zu den Ottawa Senators. Dort war er in der Folge knapp eineinhalb Jahre aktiv, ehe sein auslaufender Vertrag im Sommer 2019 nicht verlängert wurde.
Pääjärvi wechselte schließlich zurück nach Europa und verbrachte die Saison 2019/20 bei Lokomotive Jaroslawl aus der Kontinentalen Hockey-Liga, die ihn zehn Jahre zuvor im Draft er Liga ausgewählt hatten. Dort verblieb er bis zum November 2020, ehe er zum Ligakonkurrenten HK Dynamo Moskau transferiert wurde. Anschließend endete sein Engagement dort im Frühjahr 2021, als Dynamo aus den Playoffs ausgeschieden war. Im Oktober 2021 schloss sich der Stürmer seinem Ausbildungsklub Malmö Redhawks aus der Svenska Hockeyligan an und wechselte ein Jahr später zum Ligakonkurrenten Timrå IK.

## Erfolge und Auszeichnungen
| - 2007 Goldmedaille beim Ivan Hlinka Memorial Tournament - 2008 Silbermedaille bei der U20-Junioren-Weltmeisterschaft - 2008 Bronzemedaille beim Ivan Hlinka Memorial Tournament - 2009 Silbermedaille bei der U20-Junioren-Weltmeisterschaft - 2010 Bronzemedaille bei der U20-Junioren-Weltmeisterschaft | - 2010 Bronzemedaille bei der Weltmeisterschaft - 2010 All-Star-Team der Weltmeisterschaft - 2011 Silbermedaille bei der Weltmeisterschaft - 2018 Goldmedaille bei der Weltmeisterschaft |

## Karrierestatistik
Stand: Ende der Saison 2023/24

### International
Vertrat Schweden bei:

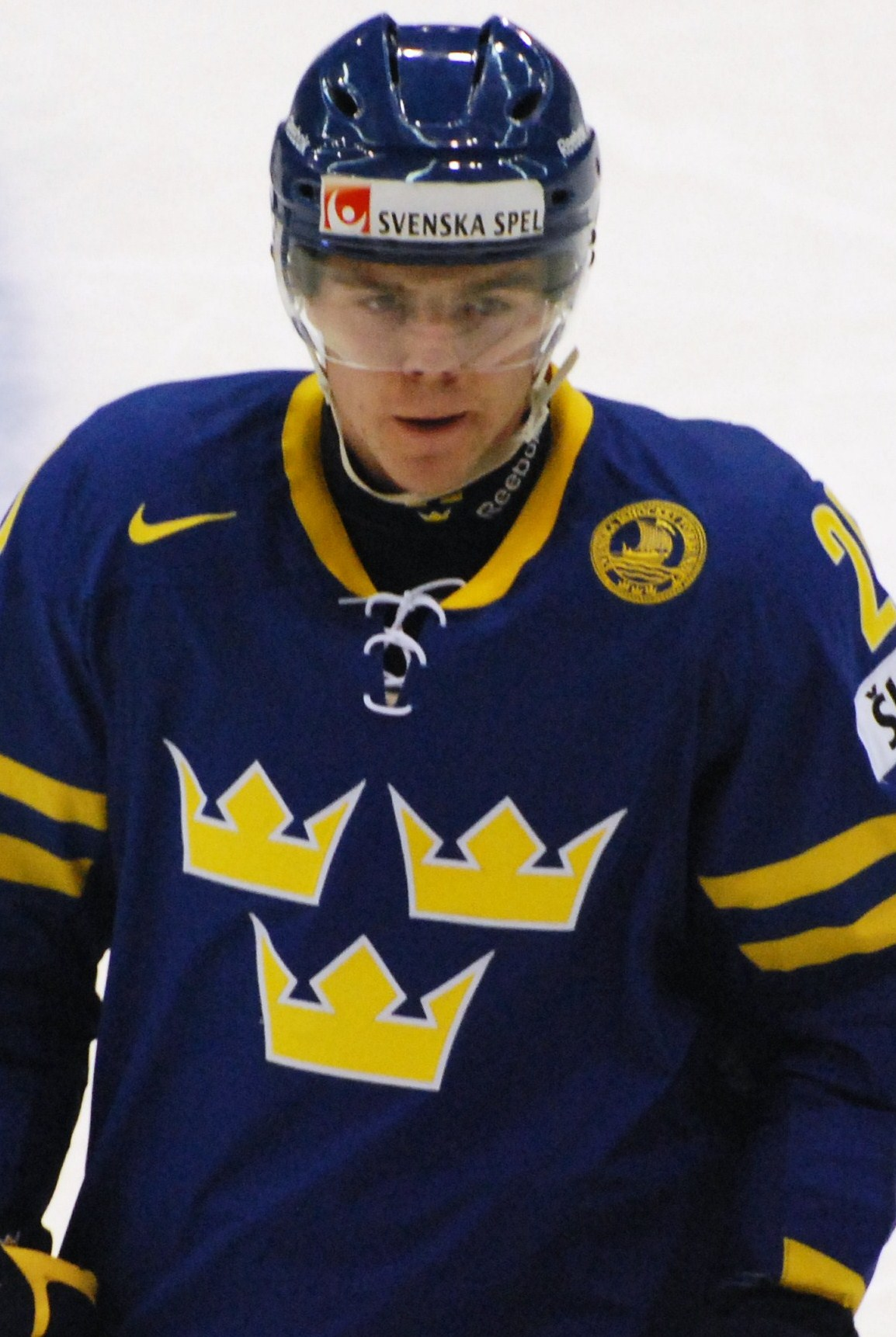
Pääjärvi-Svensson als Spieler der Tre Kronor

| - Ivan Hlinka Memorial Tournament 2007 - U20-Junioren-Weltmeisterschaft 2008 - U18-Junioren-Weltmeisterschaft 2008 - Ivan Hlinka Memorial Tournament 2008 - U20-Junioren-Weltmeisterschaft 2009 | - U18-Junioren-Weltmeisterschaft 2009 - U20-Junioren-Weltmeisterschaft 2010 - Weltmeisterschaft 2010 - Weltmeisterschaft 2011 - Weltmeisterschaft 2018 |

(Legende zur Spielerstatistik: Sp oder GP = absolvierte Spiele; T oder G = erzielte Tore; V oder A = erzielte Assists; Pkt oder Pts = erzielte Scorerpunkte; SM oder PIM = erhaltene Strafminuten; +/− = Plus/Minus-Bilanz; PP = erzielte Überzahltore; SH = erzielte Unterzahltore; GW = erzielte Siegtore; 1 Play-downs/Relegation; Kursiv: Statistik nicht vollständig)